# 勒热
勒热（法語：Legé，法語發音：[ləʒe]）是法国大西洋卢瓦尔省的一个市镇，位于该省最南部，和旺代省接壤，属于南特区。

## 地理
勒热（46°53'8"N, 1°35'56"W）面积63.32 平方千米，位于法国卢瓦尔河地区大区大西洋卢瓦尔省，该省份为法国西北部沿海省份，位于布列塔尼半岛东南部，北起伊勒-维莱讷省，西北接莫尔比昂省，西临大西洋，南至旺代省，东临曼恩-卢瓦尔省。
与勒热接壤的市镇（或旧市镇、城区）包括：洛涅河畔科尔库埃、图瓦、格朗朗德、布洛涅河畔莱吕克、罗什塞维耶尔、圣艾蒂安迪布瓦。

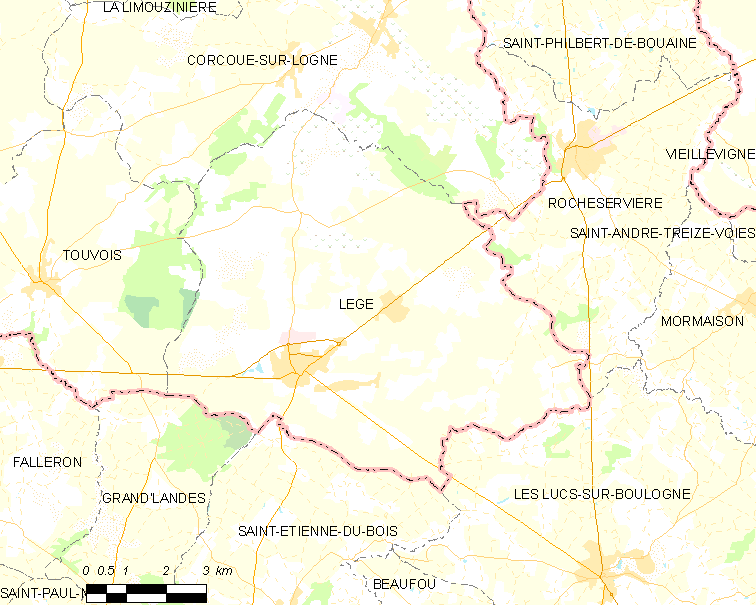
勒热的OSM定位图

勒热的时区为UTC+01:00、UTC+02:00（夏令时）。

## 行政
勒热的邮政编码为44650，INSEE市镇编码为44081。

## 政治
勒热所属的省级选区为圣菲尔贝德格朗略县。

## 人口

1962-2008年间勒热人口变化图示

勒热于2022年1月1日时的人口数量为4769人。